# Marathon van Fukuoka 1981
De marathon van Fukuoka 1981 werd gelopen op zondag 6 december 1981. Het was de 35e editie van de marathon van Fukuoka. Aan deze wedstrijd mochten alleen mannelijke elitelopers deelnemen. De Australiër Robert de Castella kwam als eerste over de streep in 2:08.18. Deze tijd was een verbetering van het wereldrecord op de marathon, dat met 2:08.34 in handen was van zijn landgenoot Derek Clayton.

## Uitslagen
| rang   | naam               | land | tijd    |
| ------ | ------------------ | ---- | ------- |
| Goud   | Robert de Castella | AUS  | 2:08.18 |
| Zilver | Kunimitsu Ito      | JPN  | 2:09.37 |
| Brons  | Shigeru So         | JPN  | 2:10.19 |
| 4      | Gianni Poli        | ITA  | 2:11.19 |
| 5      | Takeshi So         | JPN  | 2:11.29 |
| 6      | Garry Bjorklund    | USA  | 2:11.36 |
| 7      | Tommy Persson      | SWE  | 2:12.19 |
| 8      | Vladimir Kotov     | URS  | 2:12.25 |
| 9      | Domingo Tibaduiza  | COL  | 2:13.04 |
| 10     | Art Boileau        | CAN  | 2:13.31 |
| 11     | Paul Ballinger     | NZL  | 2:14.04 |
| 12     | Kjell-Erik Ståhl   | SWE  | 2:14.13 |
| 13     | Cor Vriend         | NED  | 2:14.25 |
| 14     | Hideki Kita        | JPN  | 2:14.32 |
| 15     | Lawrence Whitty    | AUS  | 2:14.51 |
| 16     | Anatoliy Aryukov   | URS  | 2:14.53 |
| 17     | Kaneo Hikima       | JPN  | 2:14.55 |
| 18     | Koshiro Kawaguchi  | JPN  | 2:15.14 |
| 19     | Michael Dyon       | CAN  | 2:15.36 |

1947 ·
1948 ·
1949 ·
1950 ·
1951 ·
1952 ·
1953 ·
1954 ·
1955 ·
1956 ·
1957 ·
1958 ·
1959 ·
1960 ·
1961 ·
1962 ·
1963 ·
1964 ·
1965 ·
1966 ·
1967 ·
1968 ·
1969 ·
1970 ·
1971 ·
1972 ·
1973 ·
1974 ·
1975 ·
1976 ·
1977 ·
1978 ·
1979 ·
1980 ·
1981 ·
1982 ·
1983 ·
1984 ·
1985 ·
1986 ·
1987 ·
1988 ·
1989 ·
1990 ·
1991 ·
1992 ·
1993 ·
1994 ·
1995 ·
1996 ·
1997 ·
1998 ·
1999 ·
2000 ·
2001 ·
2002 ·
2003 ·
2004 ·
2005 ·
2006 ·
2007 ·
2008 ·
2009 ·
2010 ·
2011 ·
2012 ·
2013 ·
2014 ·
2015 ·
2016 ·
2017